# Deutschland-Rundfahrt 1955
| Endstand nach der 8. Etappe |                        |                          |
| Sieger                      | Rudi Theissen          | 45:06:37 h (34,892 km/h) |
| Zweiter                     | Franz Reitz            | + 4:50 min               |
| Dritter                     | Hennes Junkermann      | + 5:37 min               |
| Vierter                     | Heinz Müller           | + 12:30 min              |
| Fünfter                     | Horst Holzmann         | + 22:57 min              |
| Sechster                    | Manfred Donike         | + 23:40 min              |
| Siebter                     | Günther Pankoke        | + 29:29 min              |
| Achter                      | Hans Preiskeit         | + 33:49 min              |
| Neunter                     | Matthias Pfannenmüller | + 37:19 min              |
| Zehnter                     | Valentin Petry         | + 39:38 min              |
| Sprintwertung               | Rudi Theissen          | 25 P.                    |
| Zweiter                     | Heinz Müller           | 24 P.                    |
| Dritter                     | Horst Holzmann         | 19 P.                    |
| Bergwertung                 | Hans Preiskeit         | 16 P.                    |
| Zweiter                     | Günther Pankoke        | 13 P.                    |
| Dritter                     | Hennes Junkermann      | 12 P.                    |

Die Deutschland-Rundfahrt, eine Vorgängerin der späteren Deutschland Tour, wurde vom 5. bis 12. Juni 1955 ausgetragen. Sie führte von Kassel über 1.574 Kilometer nach Frankfurt am Main. Die Rundfahrt wurde in acht Etappen ausgetragen.
Es gingen 35 Radrennfahrer in vier deutschen Werksteams mit ausschließlich deutschen Fahrern an den Start. Dazu kam eine Mannschaft der deutschen Zweirad-Industrie, in der Fahrer ohne Vertrag starteten. Dieses Team startete auch unter diesem Namen.
Das Ziel erreichten 21 Starter, wobei der Sieger die Distanz mit einem Stundenmittel von 34,892 km/h zurücklegte.
Der Führende der Rundfahrt trug ein grünes Trikot. Die Etappen wurden wie bei der letzten, drei Jahre zurückliegenden, Ausgabe der Rundfahrt nach Sponsoren benannt. Zudem gab es erstmals eine Art Werbekolonne, die auch von Mopedfahrern unterstützt wurde und neben der Bergwertung auch erstmals eine Sprintwertung. Sie fuhren mit etwa 20 Minuten Vorsprung auf die Radfahrer über die Strecke. In den Zielorten der Etappen, mit Ausnahme von Wiesbaden, fanden Rennen für Amateure über 60 bis 180 Kilometer und für Jugendliche im Alter von 14 bis 18 Jahren statt.
Dadurch, dass nur deutsche Fahrer an den Start gingen, gab es erstmals seit 1949 wieder einen deutschen Sieger. Rudi Theissen sicherte sich die Führung in der Gesamtwertung bereits durch einen Sieg auf der ersten Etappe. Auch in der Sprintwertung hatte Theissen die Nase vorn. Die Bergwertung gewann Hans Preiskeit.

## Etappen
| Etappen   | Tag      | Start – Ziel                    | Sponsor der Etappe | km  | Etappensieger   | Gesamterster  |
| --------- | -------- | ------------------------------- | ------------------ | --- | --------------- | ------------- |
| 1. Etappe | 5. Juni  | Kassel – Hannover               | Continental        | 228 | Rudi Theissen   | Rudi Theissen |
| 2. Etappe | 6. Juni  | Hannover – Brackwede            | Rabeneick          | 187 | Franz Reitz     | Rudi Theissen |
| 3. Etappe | 7. Juni  | Brackwede – Köln                | Bauer              | 220 | Herbert Ebbers  | Rudi Theissen |
| 4. Etappe | 8. Juni  | Köln – Wiesbaden                | Union Fröndenberg  | 170 | Valentin Petry  | Rudi Theissen |
| 5. Etappe | 9. Juni  | Wiesbaden – Neckarsulm          | NSU                | 185 | Heinz Müller    | Rudi Theissen |
| 6. Etappe | 10. Juni | Neckarsulm – Nürnberg           | Bosch              | 228 | Günther Pankoke | Rudi Theissen |
| 7. Etappe | 11. Juni | Nürnberg – Schweinfurt          | Express            | 176 | Heinz Müller    | Rudi Theissen |
| 8. Etappe | 12. Juni | Schweinfurt – Frankfurt am Main | Bismarck           | 180 | Hans Preiskeit  | Rudi Theissen |